# Niezróżnicowany mięsak pleomorficzny
Niezróżnicowany mięsak pleomorficzny, niezróżnicowany mięsak wielopostaciowy (ang. undifferentiated pleomorphic sarcoma, UPS) – nowotwór złośliwy zaliczany do mięsaków tkanek miękkich skategoryzowany w grupie mięsaków niezróżnicowanych i niesklasyfikowanych. Niezróżnicowany mięsak pleomorficzny jest definiowany jako spektrum złośliwych guzów fibroblastycznych o zróżnicowanej komórkowości, zawartości zrębu śluzowatego, stopniu atypii i pleomorfizmu z charakterystycznymi krzywolinijnymi naczyniami. Dawniej był to jeden z najczęściej rozpoznawanych mięsaków tkanek miękkich, jednak wraz z postępem technik diagnostycznych w coraz większym odsetku mięsaków o podobnym obrazie mikroskopowym udało się ustalić określoną linię różnicowania, przez co obecnie nowotwór jest znacznie rzadziej rozpoznawany.
Choroba zwykle dotyczy osób dorosłych pomiędzy 50. a 70. rokiem życia. Klinicznie manifestuje się jako bezbolesny guz położony w obrębie głębokich tkanek miękkich. Podejrzenie choroby jest stawiane na podstawie obrazu klinicznego oraz wyników badań obrazowych, a ostateczne rozpoznanie jest ustalane na podstawie badania histopatologicznego materiału uzyskanego drogą biopsji gruboigłowej lub preparatu pooperacyjnego. Rozpoznanie histopatologiczne niezróżnicowanego mięsaka pleomorficznego wymaga wykluczenia innych pleomorficznych nowotworów o podobnym obrazie mikroskopowym.
Podstawową metodą leczenia choroby bez przerzutów jest szeroka resekcja guza w zakresie marginesu zdrowych tkanek. W leczeniu uzupełniającym stosuje się radioterapię. W leczeniu choroby zaawansowanej klinicznie z obecnymi przerzutami wykorzystuje się chemioterapię z użyciem doksorubicyny z lub bez ifosfamidu. W kolejnej linii leczenia podaje się pazopanib.

## Epidemiologia
Faktyczna częstość występowania niezróżnicowanego mięsaka pleomorficznego pozostaje nieznana, co jest związane z charakterem jego rozpoznania, które wymaga wykluczenia innych mięsaków pleomorficznych przypominających utkanie niezróżnicowanego mięsaka wielopostaciowego oraz zmianą kryteriów diagnostycznych choroby związaną z postępem technik diagnostycznych. W badaniu retrospektywnym na 10 000 chorych na mięsaki tkanek miękkich niezróżnicowany mięsak pleomorficzny reprezentował 14% przypadków mięsaków u dorosłych. Z kolei inni autorzy podają, że w związku z kolejnym zmianami klasyfikacji z wydzieleniem nowych podtypów oraz wprowadzeniem sztywnych kryteriów rozpoznania innych podtypów mięsaków niezróżnicowany mięsak wielopostaciowy stanowi jedynie do 5% przypadków mięsaków tkanek miękkich.
Mięsak zwykle pojawia się u osób dorosłych pomiędzy 50. a 70. rokiem życia. U dzieci guz jest wyjątkowo rzadki. Nowotwór znacznie częściej pojawia się u mężczyzn niż kobiet, obserwuje się większą zapadalność u osób rasy białej, niż u rasy żółtej czy czarnoskórych.

## Obraz kliniczny
Klinicznie niezróżnicowany mięsak pleomorficzny manifestuje się jako bezbolesny guz położony w obrębie głębokich tkanek miękkich. Nowotwór cechuje się powolnym wzrostem, często z nagłym jego przyspieszeniem. W większości przypadków pojawia się w obrębie kończyny dolnej, szczególnie w zakresie uda. Rzadszym umiejscowieniem jest kończyna górna oraz tułów. Guzy szybko rosnące mogą wywoływać dolegliwości bólowe. Rzadko w obrazie klinicznym występuje gorączka z leukocytozą z neutrofilią lub eozynofilią.

## Historia naturalna
Guz zwykle jest położony w obrębie głębokich tkanek miękkich, obserwuje się jego stałą progresję, choć wzrost może ulegać znacznemu przyspieszeniu, zmiana często osiąga znaczne rozmiary. Mięsaki szerzą się poprzez miejscowy naciek otaczających struktur, nowotwór ten często wzrasta wzdłuż struktury, z której się wywodzi, rzadziej poprzecznie przez powięzi czy do kości, ponieważ oporne struktury anatomiczne takie jak powięź mięśniowa, onerwie, przydanki naczynia, okostna stanowią naturalną barierę w progresji mięsaka. Często niezróżnicowany mięsak pleomorficzny szerzy się podłużnie wzdłuż powięzi na znaczne odległości od pierwotnej lokalizacji.
Nawroty pojawiają się pod postacią wznowy miejscowej lub jako przerzuty odległe. Zwykle stwierdza się je w ciągu 12–24 miesięcy od rozpoznania choroby. Wznowy miejscowe są związane z rozlanym, naciekającym wzorem wzrostu i dotyczą 19–31% chorych. W 5% przypadków niezróżnicowanego mięsaka pleomorficznego rozpoznaje się synchroniczne przerzuty wraz z guzem pierwotnym. Przerzuty, podobnie jak w większości mięsaków tkanek miękkich, szerzą się drogą krwionośną, a szerzenie drogą limfatyczną jest rzadkie. Przerzuty odległe pojawiają się u 31–35% chorych, w ponad 90% lokalizują się w płucach, rzadziej w kościach (8%) i w wątrobie (1%). Przerzuty do lokalnych węzłów chłonnych są rzadkie.

## Histopatologia

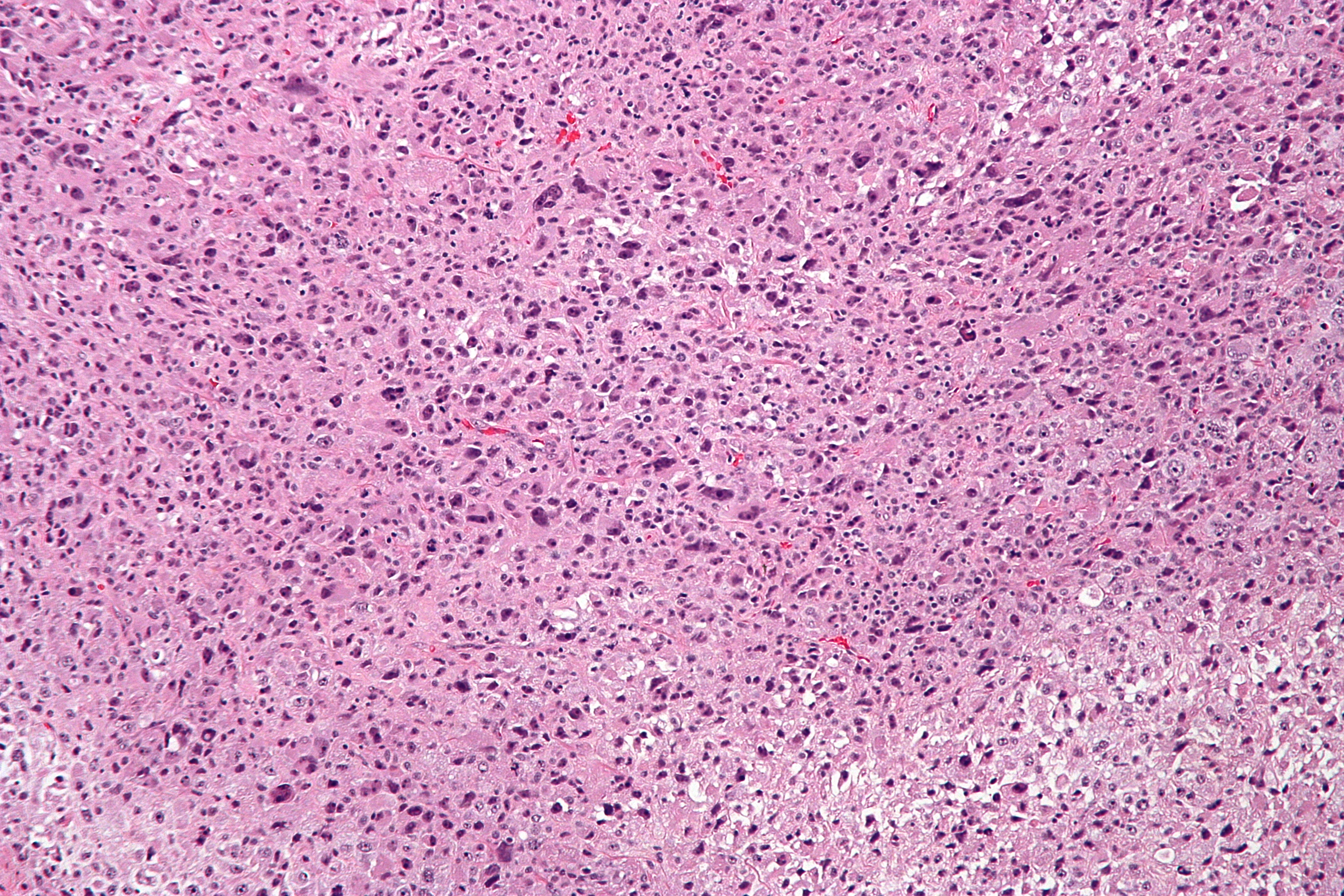
Niezróżnicowany mięsak pleomorficzny, obraz mikroskopowy

Nowotwór jest definiowany jako spektrum złośliwych guzów fibroblastycznych o zróżnicowanej komórkowości, zawartości zrębu śluzowatego, stopniu atypii i pleomorfizmu z charakterystycznymi krzywolinijnymi naczyniami. Prawdopodobnie niezróżnicowany mięsak pleomorficzny stanowi niejednolitą grupę słabo zróżnicowanych nowotworów.
Makroskopowo nowotwór stanowi litą, wielopłatową, mięsistą zmianę, zwykle osiągającą w momencie rozpoznania wielkość 5–10 cm. Guz pozornie wydaje się dobrze odgraniczony, ale faktycznie nacieka sąsiednie struktury wzdłuż powięzi i poprzez włókna mięśniowe. Może być otoczony pseudotorebką. Na przekroju guz jest szary do białego, często są widoczne obszary krwotoczne i martwica.
W obrazie mikroskopowym niezróżnicowany mięsak pleomorficzny cechuje się znaczną zmiennością utkania i wykazuje częste przejście z utkania wirowego do pleomorficznego (wielopostaciowego). Obszary wirowate budują pulchne komórki wrzecionowate, które wokół szczelinowatych naczyń tworzą krótkie pęczki ułożone wirowato lub promieniście przypominając koło od wozu. Obszary pleomorficzne tworzą pulchne komórki wrzecionowate i bardziej okrągłe komórki przypominające histiocyty ułożone w sposób losowy, bez związku z naczyniami, typowa jest obecność dużej liczby komórek olbrzymich. Ilość zrębu znacznie różni się w obszarach wirowatych i pleomorficznych. Zrąb budują delikatne włókna kolagenu otaczające poszczególne komórki, ale możliwa jest obecność bardziej zaznaczonej obecności włókien. Rzadko w zrębie są obecne elementy chrzęstne lub osteoid.
W wariancie olbrzymiokomórkowym występują liczne komórki olbrzymie. Utkanie podtypu składa się z komórek typu histiocytu i fibroblastu o zaznaczonej atypii, a wśród nich obecne są komórki olbrzymie i wielojądrzaste typu osteoklastu.
Wariant zapalny cechuje się zaznaczonym naciekiem zapalnym, jest zbudowany z komórek typu piankowatego histiocytu, pomiędzy którymi obecne są liczne neutrofile i eozynofile.
W części guzów wyraźnie widoczny jest śluzowaty zrąb, przy czym proporcja obszarów komórkowych i śluzowatych może się różnić pomiędzy poszczególnymi guzami. Jeśli ponad połowę utkania guza stanowią obszary śluzowate, to guz jest klasyfikowany jako śluzowaty niezróżnicowany mięsak pleomorficzny. Zmiany o wysokiej złośliwości z typowymi cechami śluzakowłókniakomięsaka takimi jak krzywolinijny wzór naczyń i wieloguzkowy wzór wzrostu, a także guzy o niskim stopniu złośliwości z rozległymi zmianami śluzowatymi różnicuje się ze śluzakowłókniakomięsakiem. Pleomorficzne mięsaki bez cech różnicowania, bez typowych cech śluzakowłókniakomięsaka są rozpoznawane jako niezróżnicowany mięsak pleomorficzny.

## Etiologia
Etiologia choroby jest nieznana. Niezróżnicowany mięsak pleomorficzny najprawdopodobniej wywodzi się z prymitywnych komórek mezenchymalnych lub fibroblastów, zamiast, jak sądzono wcześniej, z histiocytów. U kilku procent chorych guzy pojawiają się w obszarach poddanych wcześniej radioterapii. Na poziomie molekularnym postuluje się rolę amplifikacji genów SAS, MDM2, CDK4, DDIT3 oraz HMGIC w regionie chromosomu 12q12-15. W 80% przypadków choroby obserwuje się utratę regionu 13q14-q21 zawierającego gen supresorowy RB1. Często obserwuje się delecję genu supresorowego CDKN2A kodującego białko p16.

## Rozpoznanie
Podejrzenie mięsaka tkanek miękkich stawia się na podstawie obrazu klinicznego oraz wyników badań obrazowych. Ostateczne rozpoznanie jest ustalane na podstawie badania histopatologicznego materiału uzyskanego drogą biopsji gruboigłowej lub preparatu pooperacyjnego. Rozpoznanie histopatologiczne niezróżnicowanego mięsaka pleomorficznego wymaga wykluczenia innych pleomorficznych nowotworów.

### Badania obrazowe
Badania obrazowe pozwalają na postawienie klinicznego podejrzenia mięsaka tkanek miękkich i na staranne zaplanowanie biopsji, która z kolei umożliwia wykonanie badania histopatologicznego umożliwiającego ostateczne rozpoznanie. Niezróżnicowany mięsak pleomorficzny nie posiada żadnych cech radiologicznych pozwalających odróżnić go od innych mięsaków tkanek miękkich.
Rezonans magnetyczny (MRI) ukazuje obecność miękkotkankowej masy położonej w obrębie głębokich tkanek miękkich o pośredniej intensywności sygnału w obrazach T1-zależnych oraz pośredniej do wysokiej intensywności sygnału w obrazach T2-zależnych. Zmiany zwykle ulegają wzmocnieniu po podaniu kontrastu gadolinowego. Widoczna jest znaczna heterogeniczność sygnału, co odpowiada obszarom bardziej litym z obecną martwicą lub obszarami śluzowatymi oraz zwapnieniom. Zmiany zwykle są dobrze ograniczone, a czasem bywa widoczna pseudotorebka.
Tomografia komputerowa może wykazać obecność miękkotkankowej, płatowej masy położonej w mięśniach o podobnym sygnale jak tkanka mięśniowa. Obszary hipodensyjne sugerują obszary śluzowate, krwotoczne oraz martwicę. Tomografia pozwala na ocenę erozji kości oraz obecności zwapnień.
W ocenie guzów w lokalizacji kończynowej, w obrębie tułowia oraz miednicy preferuje się rezonans magnetyczny, który pozwala na dokładną ocenę struktur naczyniowo-nerwowych i przedziałów mięśniowych. Tomografię komputerową (TK) stosuje się w diagnostyce zmian z przestrzeni pozaotrzewnowej, gdzie wykazuje ona podobną skuteczność jak rezonans magnetyczny.
Ultrasonografia (USG) ma zastosowanie wyłącznie w ramach wstępnej diagnostyki i wymaga przeprowadzenia dokładniejszych badań, takich jak MRI lub TK. W USG obserwuje się głęboko położoną, dobrze ograniczoną masę o hipoechogenicznym do izogenicznego i heterogennym sygnale. Ponadto mogą być opisywane zwapnienia, a w USG doppler wzmożone unaczynienie guza.
W zdjęciu rentgenowskim (RTG) może być widoczny guz w obrębie tkanek miękkich, a w części przypadków widoczne są zwapnienia. Erozja i naciek kości są raczej rzadkie i sugerują agresywny przebieg choroby. W scyntygrafii kości bywa opisywana łagodnie wzmożona aktywność metaboliczna spowodowana kalcyfikacją czy naciekiem kości.

### Biopsja
Kliniczne i radiologiczne podejrzenia mięsaka tkanek miękkich wymaga uzyskania materiału tkankowego do badania histopatologicznego. Biopsja może być wykonana metodą biopsji gruboigłowej lub otwartą, ale preferuje się metodę gruboigłową. Ze względu na ograniczoną ilość materiału tkankowego zabieg może nie doprowadzić do rozpoznania, moe dojść też do niedoszacowania stopnia złośliwości wobec ostatecznego rozpoznania w badaniu histopatologicznym preparatu pooperacyjnego. Biopsja jest planowana w taki sposób, aby nie utrudniać wykonania radykalnej onkologicznie operacji, a blizna po zabiegu mogła być usunięta wraz z guzem.

### Badanie histopatologiczne
Rozpoznanie niezróżnicowanego mięsaka pleomorficznego jest rozpoznaniem z wykluczenia innych pleomorficznych nowotworów. Konieczne jest odrzucenie rozpoznania mięsaków histologicznie przypominających utkanie niezróżnicowanego mięsaka pleomorficznego, w tym tłuszczakomięsaka pleomorficznego, wariantu pleomorficznego mięśniakomięsaka gładkokomórkowego, śluzakowłókniakomięsaka, mięśniakomięsaka prążkowanokomórkowego, złośliwego nowotworu osłonek nerwów obwodowych oraz raka sarkomatoidalnego. Rzadko międzybłoniak sarkomatyczny, czerniak oraz niektóre chłoniaki nieziarnicze mogą naśladować niezróżnicowanego mięsaka pleomorficznego. Szczególnie trudne jest różnicowanie z pleomorficznym tłuszczakomięsakiem oraz pleomorficznym mięsakiem gładkokomórkowym. Rozpoznać tłuszczakomięsaka pomaga stwierdzenie pleomorficznych lipoblastów z licznymi wodniczkami, przy czym duże trudności diagnostyczne sprawia niezróżnicowany mięsak pleomorficzny naciekający tkankę tłuszczową z pojedynczymi komórkami pleomorficznymi i typowymi lipoblastami. Różnicowanie z pleomorficznym mięśniakomięsakiem gładkokomórkowym polega na zaobserwowaniu pod mikroskopem obszarów o ewidentnym różnicowaniu w kierunku tkanki mięśniowej lub stwierdzeniu w badaniu immunohistochemicznym markerów takiego różnicowania. Z kolei w porównaniu z włókniakomięsakiem niezróżnicowany mięsak pleomorficzny cechuje się większym pleomorfizmem oraz obecnością komórek olbrzymich.
W diagnostyce histopatologicznej kluczowe znaczenie ma dokładna ocena pod mikroskopem bioptatu oraz wykorzystanie odpowiedniego panelu badań immunohistochemicznych. W pierwszym etapie oceny mikroskopowej rozpoznaje się obszary pleomorficzne o wysokiej złośliwości histologicznej. Wstępna ocena całego preparatu może pozwolić rozpoznać obszary o odmiennym utkaniu, co może pomóc rozpoznać inny mięsak pleomorficzny, a także wybrać obszary nadające się do dalszej oceny immunohistochemicznej oraz badań cytogenetycznych. W kolejnym etapie wykonuje się badania immunohistochemiczne oraz cytogenetyczne, co przy braku rozpoznania innego mięsaka pleomorficznego pozwala rozpoznać niezróżnicowanego mięsaka pleomorficznego oraz jego podtyp.
Badanie immunohistochemiczne
Badanie immunohistochemiczne odgrywa istotną rolę w wykluczaniu innych mięsaków pleomorficznych o niskim stopniu zróżnicowania. W wielu przypadkach stwierdza się ogniskową reakcję dla aktyny gładkomięśniowej przy ujemnej reakcji dla desminy i ciężkiego kaldesmonu (H-caldesmon). W części guzów stwierdza się pozytywną reakcję dla cytokeratyny. Ogniskowa reakcja nie stanowi wystarczającego dowodu na specyficzną linię różnicowania, ale rozlana reakcja w guzie przemawia za rozpoznaniem konkretnej linii różnicowania.
Badanie cytogenetyczne
Ze względu na nieswoiste zmiany cytogenetyczne stwierdzane w obrazie niezróżnicowanego mięsaka pleomorficznego badania cytogenetyczne mają ograniczone zastosowanie w różnicowaniu tego mięsaka z innymi mięsakami pleomorficznymi o niskim stopniu zróżnicowania. Nie znaleziono specyficznej aberracji chromosomalnej charakterystycznej dla tego mięsaka.

## Leczenie
Niezróżnicowany mięsak pleomorficzny, podobnie jak inne mięsaki tkanek miękkich, wymaga zaplanowania leczenia skojarzonego, optymalnie w ośrodku posiadającym doświadczenie w leczeniu mięsaków tkanek miękkich. Leczenie niezróżnicowanego mięsaka pleomorficznego odbywa się na podobnych zasadach, jak leczenie innych mięsaków tkanek miękkich. W chorobie bez przerzutów metodą z wyboru jest szeroka resekcja z adekwatnym marginesem tkanek wolnych od nacieku nowotworowego z radioterapią adiuwantową. U części chorych z dużym guzem można rozważyć podanie chemioterapii adiuwantowej. Chemioterapię wykorzystuje się głównie w leczeniu choroby z przerzutami. W leczeniu uogólnionego niezróżnicowanego mięsaka pleomorficznego stosuje się chemioterapię z użyciem doksorubicyny z lub bez ifosfamidu. W kolejnej linii leczenia podaje się pazopanib.

### Leczenie choroby bez przerzutów
Leczenie chirurgiczne
Podstawową metodą leczenia niezróżnicowanego mięsaka pleomorficznego jest radykalne onkologicznie szerokie wycięcie nowotworu w zakresie zdrowych tkanek z zachowaniem odpowiedniego marginesu chirurgicznego tkanek wolnych od nacieku nowotworowego (resekcja R0). Głównym celem zabiegu operacyjnego jest zapewnienie kontroli miejscowej choroby. Resekcja jest jedyną metodą pozwalającą na uzyskanie całkowitego wyleczenia. Nie ma dowodów uzasadniających celowe wykonywanie nieradykalnych onkologicznie resekcji w ramach leczenia skojarzonego.
W ramach radykalnego onkologicznie zabiegu przeprowadza się resekcję całego mięśnia lub grupy mięśni w operacji z szerokim marginesem, lub resekcji przedziałowej według Ennekinga. Zwykle wycina się zajęte mięśnie na całej długości. Usunięcie całego przedziału mięśniowego jest rzadko możliwe i konieczne, ponieważ wymaga wykonania przeszczepów nerwów i naczyń oraz prowadzi do zaburzeń czynnościowych kończyny. Kluczowe dla radykalności takiej operacji jest uzyskanie odpowiedniego marginesu resekcji we wszystkich kierunkach koniecznie wykraczającego poza pseudotorebkę. Guz powinien zostać usunięty w jednym bloku tkankowym ze zdrowymi tkankami (en bloc) wraz z miejscem wykonania biopsji diagnostycznej, a operacja powinna przebiegać wyłącznie w obrębie zdrowych tkanek bez uwidaczniania samego guza. Osiągnięcie 1–2 cm marginesu zdrowych tkanek jest trudne, margines w pobliżu opornych struktur anatomicznych takich jak powięzi mięśniowej, onerwia, przydanki naczynia, okostnej, które stanowią naturalną barierę w progresji mięsaka, może być węższy, a szerszy w innych tkankach, szczególnie tych położonych wzdłuż osi długiej kończyny. Węższy margines resekcji w pobliżu krytycznych struktur naczyniowo-nerwowych może umożliwić zachowanie kończyny. Rzadko jest konieczne usunięcie fragmentu kości w przypadku jej nacieku. Jeśli guz jest w bliskim sąsiedztwie lub przemieszcza ważne naczynia lub nerwy, a nie są one bezpośrednio nacieczone, to mogą zostać zaoszczędzone pod warunkiem wycięcia przydanki naczynia lub onerwia nerwu.
Obecnie amputacje są konieczne jedynie u około 10% chorych, u większości udaje się wykonać zabieg oszczędzający kończynę. Lokalizacja w przestrzeni zaotrzewnowej wiąże się z trudniejszym osiągnięciem resekcji z mikroskopowo ujemnymi marginesami resekcji i większym ryzykiem nawrotu, a ze względu na naciekanie sąsiednich struktur często pojawia się konieczność ich resekcji.
W przypadku resekcji z mikroskopowym naciekiem mięsaka (resekcja R1) może być konieczny ponowny zabieg mający na celu uzyskanie marginesu wolnego od nacieku nowotworowego, o ile taki ponowny zabieg nie będzie prowadzić do znacznych powikłań i pogorszenia jakości życia. W przypadku resekcji z makroskopowym naciekiem mięsaka (resekcja R2), o ile jest to możliwe, wykonuje się ponowny zabieg, często w połączeniu z leczeniem neoadiuwantowym.
Leczenie okołooperacyjne
Leczenie chirurgiczne niezróżnicowanego mięsaka pleomorficznego jest standardowo łączone z radioterapią. Radioterapia w ramach leczenia skojarzonego wpływa na poprawę kontroli miejscowej mięsaków w lokalizacji kończynowej. Nie ma specyficznych dla niezróżnicowanego mięsaka pleomorficznego danych oceniających skuteczność radioterapii w leczeniu tego typu histologicznego i terapia odbywa się na podobnych zasadach jak w przypadku innych mięsaków tkanek miękkich. Radioterapii poddaje się chorych w stadium II i III, czyli chorych z guzami o pośredniej (G2) i wysokiej (G3) złośliwości histologicznej.
Radioterapia może być stosowana przed operacją jako leczenie neoadiuwantowe lub po operacji w ramach leczenia adiuwantowego. Nie jest jasne, czy radioterapia powinna być podawana przedoperacyjnie, czy pooperacyjnie. Nie wykazano różnic pomiędzy obiema metodami w poprawie kontroli miejscowej choroby i poprawie przeżycia całkowitego. Radioterapia przedoperacyjna wiąże się z większym ryzykiem poważnych powikłań w gojeniu rany pooperacyjnej, z kolei radioterapia pooperacyjna jest związana z większym niż radioterapia przedoperacyjna ryzykiem powikłań późnych obejmujących włóknienie i obrzęk kończyny.
Przedoperacyjna radioterapia może pomóc zmniejszyć ryzyko rozsiewu mięsaka, a choć sam guz może nie ulec zmniejszeniu, to jego pseudotorebka może ulec pogrubieniu i stać się bezkomórkowa ułatwiając zabieg i zmniejszając ryzyko nawrotu miejscowego choroby. Inną zaletą radioterapii przedoperacyjnej jest mniejsza i dobrze określona objętość tkanek koniecznych do napromieniowania, co przy lepszym ukrwieniu tkanek pozwala na zastosowanie mniejszej dawki radioterapii. Jednak zalety radioterapii neoadiuwantowej ograniczają powikłania gojenia się rany.
Pooperacyjna radioterapia ma za zadanie poprawić lokalną kontrolę choroby oraz w połączeniu z metodami chirurgicznymi wykorzystującymi mniejszy margines chirurgiczny wpływać na zachowanie funkcji kończyny. Wymaga ona dokładnego zaplanowania z odtworzeniem okolicy obszaru usuniętego guza, z drugiej strony w przypadku leczenia pooperacyjnego znane jest już ostateczne rozpoznanie choroby oraz stan marginesów chirurgicznych. Czasami, w celu ułatwienia wyboru obszaru radioterapii, w trakcie zabiegu operacyjnego celowo umieszcza się metalowe klipsy. Zwykle podaje się dawki 60–70 Gy. W przypadku nieuzyskania podczas zabiegu chirurgicznego marginesów resekcji wolnych od nacieku nowotworowego podaje się dodatkowo 16 Gy.
Chemioterapia adiuwantowa nie jest standardowym postępowaniem w mięsakach tkanek miękkich i jest podawana u wybranych chorych z czynnikami wysokiego ryzyka nawrotu takim jak wielkość guza 5 cm i wysoka złośliwość histologiczna (G3). Metaanalizy i badania kliniczne sugerują, że chemioterapia adiuwantowa wpływa na wydłużenie przeżycia wolnego od nawrotu (RFS), ale wpływ na wydłużenie przeżycia całkowitego (OS) pozostaje niejasny. U chorych z niezróżnicowanym mięsakiem pleomorficznym ze względu na wrażliwość części guzów na leczenie doksorubicyną i ifosfamidem, u chorych z dużym guzem można rozważyć podanie tych leków w ramach leczenia uzupełniającego.

### Leczenie choroby z przerzutami odległymi lub zaawansowanej miejscowo
Niezróżnicowany mięsak pleomorficzny jest mięsakiem o średniej wrażliwości na chemioterapię. W chemioterapii niezróżnicowanego mięsaka pleomorficznego wykorzystuje się doksorubicynę, ifosfamid, gemcytabinę w połączeniu z docetakselem lub winorelbiną albo w monoterapii. Aktywność wykazuje również dakarbazyna.
Doksorubicyna jest podstawowym lekiem w leczeniu zaawansowanych mięsaków tkanek miękkich. Lek charakteryzuje się 20–30% odsetkiem odpowiedzi. Ifosfamid charakteryzuje się porównywalnym odsetkiem odpowiedzi jak doksorubicyna. Oba leki często łączy się, co pozwala osiągnąć wyższy odsetek odpowiedzi, ale kosztem większej toksyczności. Nie wykazano, by połączenie doksorubicyny i ifosfamidu ostatecznie prowadziło do poprawy przeżycia całkowitego. Korzyści z połączenia obu leków osiągają przede wszystkim chorzy z objawami choroby. W leczeniu niezróżnicowanego mięsaka pleomorficznego w chorobie uogólnionej stosuje się chemioterapię z użyciem doksorubicyny i ifosfamidu, a w kolejnej linii leczenia wykorzystuje się pazopanib.
Badania kliniczne wskazują na większą niż inne podtypy mięsaków wrażliwość niezróżnicowanego mięsaka pleomorficznego na połączenia gemcytabiny z docetakselem, a w mniejszym stopniu także samodzielnie stosowaną gemcytabinę. Wrażliwość na połączenie gemcytabiny z docetakselem jest porównywalna z wrażliwością mieśniakomięsaka gładkokomórkowego. Gemcytabina może być również łączona z winorelbiną czy dakarbazyną.
Trabektedyna jest lekiem przeciwnowotworowym wiążącym się z DNA, który jest zarejestrowany w leczeniu zaawansowanych mięsaków tkanek miękkich po nieskuteczności antracyklin i ifosfamidu w ramach kolejnej linii leczenia. Lek wykazuje aktywność w leczeniu wielu podtypów mięsaków tkanek miękkich, ale najwięcej korzyści z leczenia osiągają chorzy z tłuszczakomięsakiem oraz mięśniakomięsakiem gładkokomórkowym. W badaniu Sanctis i współpracowników u chorych z niezróżnicowanym mięsakiem pleomorficznym leczonych trabektetydną zaobserwowano częściową odpowiedź (PR) lub stabilizację choroby (SD) u 5 z 9 ocenianych w badaniu chorych.
Pazopanib jest celowanym lekiem przeciwnowotworowym hamującym wiele typów kinaz tyrozynowych, lek jest stosowany w leczeniu mięsaków tkanek miękkich, z wyłączeniem tłuszczakomięsaków, w stadium zaawansowanym po wcześniejszej chemioterapii w ramach kolejnej linii leczenia. W badaniu III fazy PALETTE w grupie chorych na różne mięsaki tkanek miękkich z wyłączeniem kilku podtypów, przede wszystkim tłuszczakomięsaków, wykazano, że pazopanib wydłużał czas wolny od progresji choroby (4,6 miesiąca dla pazopanibu, 1,6 miesiąca dla placebo). Różnica przeżycia całkowitego (OS) nie była istotna statystycznie (12,5 miesiąca dla pazopanibu, 10,7 miesiąca dla placebo). W japońskim badaniu w podgrupie 30 chorych na niezróżnicowanego mięsaka pleomorficznego mediana przeżycia wolnego od progresji wynosiła 15,3 tygodnia, a mediana przeżycia całkowitego 9,5 miesiąca.
U części chorych z obecnością policzalnych przerzutów do płuc wykonuje się operacyjne ich wycięcie (metastazektomia). Warunkiem wykonania zabiegu są obecność przerzutów wyłącznie w płucach, uzyskanie kontroli ogniska pierwotnego mięsaka, możliwość usunięcia wszystkich przerzutów w płucach w zakresie odpowiedniego marginesu zdrowych tkanek i nieobcność przeciwwskazań do zabiegu. Metodą z wyboru jest resekcja oszczędzająca miąższ płucny. W przypadku synchronicznych przerzutów, rozumianych jako ogniska przerzutowe, które rozpoznano równocześnie z ogniskiem pierwotnym lub do roku od rozpoznania ogniska pierwotnego, metastazektomię rozważa się dopiero po uzyskaniu kontroli guza pierwotnego i wprowadzeniu chemioterapii. Korzyści z takiego zabiegu mogą odnieść jedynie chorzy z izolowanymi przerzutami usuniętymi w zakresie zdrowych tkanek. Synchroniczne pozapłucne przerzuty są leczone systemowo. Przerzuty metachroniczne mogą być leczone operacyjnie pod warunkiem „radykalnego” wycięcia wszystkich ognisk. W paliacji objawowych przerzutów może być wykorzystana chemioterapia, radioterapia lub leczenie zabiegowe.
W chorobie nieoperacyjnej może być wykorzystana radioterapia na podobnych zasadach jak w leczeniu uzupełniającym, przy czym stosuje się maksymalną dawkę do 60 Gy w dawkach frakcyjnych po 2 Gy lub początkowo podaje się pięć frakcji po 4 Gy, a następnie leczenie kontynuuje się we frakcjach po 2 Gy.

## Zaawansowanie kliniczne
Zaawansowanie niezróżnicowanego mięsaka pleomorficznego jest oceniane w klasyfikacji TNM dla mięsaków tkanek miękkich.
| Guz pierwotny – cecha T                        | Guz pierwotny – cecha T                                      |
| ---------------------------------------------- | ------------------------------------------------------------ |
| Tx                                             | nie można ocenić guza pierwotnego                            |
| T0                                             | nie stwierdza się guza pierwotnego                           |
| T1                                             | guz mniejszy lub równy 5 cm                                  |
| T1a                                            | powierzchniowy guz                                           |
| T1b                                            | głęboki guz                                                  |
| T2                                             | guz powyżej 5 cm                                             |
| T2a                                            | powierzchniowy guz                                           |
| T2b                                            | głęboki guz                                                  |
| Zajęcie okolicznych węzłów chłonnych – cecha N |                                                              |
| Nx                                             | nie można ocenić okolicznych węzłów chłonnych                |
| N0                                             | nie stwierdza się przerzutów w okolicznych węzłach chłonnych |
| N1                                             | przerzuty obecne w węzłach chłonnych                         |
| Przerzuty odległe – cecha M                    |                                                              |
| M0                                             | nie stwierdza się przerzutów odległych                       |
| M1                                             | obecne przerzuty odległe                                     |

| Stopień złośliwości histologicznej | Stopień złośliwości histologicznej | Stopień złośliwości histologicznej | Stopień złośliwości histologicznej |        |
| ---------------------------------- | ---------------------------------- | ---------------------------------- | ---------------------------------- | ------ |
| Stopień                            | G1                                 | G2                                 | G3                                 |        |
| Punkty                             | 2–3                                | 4–5                                | 6–8                                |        |
| Kryteria                           |                                    |                                    |                                    |        |
| Punkty                             | 0                                  | 1                                  | 2                                  | 3      |
| Zróżnicowanie guza                 | –                                  | wysokie                            | pośrednie                          | niskie |
| Martwica                           | brak                               | <50%                               | >50%                               | –      |
| Indeks mitotyczny                  | –                                  | <10                                | 10–19                              | >20    |

| Stopień zaawansowania | Cecha T | Cecha N | Cecha M | Cecha G |
| --------------------- | ------- | ------- | ------- | ------- |
| IA                    | T1a     | N0      | M0      | Gx      |
| IA                    | T1b     | N0      | M0      | Gx      |
| IA                    | T1a     | N0      | M0      | G1      |
| IA                    | T1b     | N0      | M0      | G1      |
| IB                    | T2a     | N0      | M0      | Gx      |
| IB                    | T2a     | N0      | M0      | Gx      |
| IB                    | T2a     | N0      | M0      | G1      |
| IB                    | T2b     | N0      | M0      | G1      |
| IIA                   | T1a     | N0      | M0      | G2      |
| IIA                   | T1b     | N0      | M0      | G3      |
| IIA                   | T1b     | N0      | M0      | G2      |
| IIA                   | T1b     | N0      | M0      | G3      |
| IIB                   | T2a     | N0      | M0      | G2      |
| IIB                   | T2b     | N0      | M0      | G2      |
| III                   | T2a     | N0      | M0      | G3      |
| III                   | T2b     | N0      | M0      | G3      |
| III                   | każde T | N1      | M0      | każde G |
| IV                    | każde T | każde N | M1      | każde G |

## Czynniki rokownicze
Na rokowanie niekorzystnie wpływa wysokie stadium zaawansowania, nieosiągnięcie marginesów wolnych od nacieku nowotworowego, głęboka lokalizacja guza, wysoki stopień złośliwości guza, wielkość guza powyżej 8 cm i wiek powyżej 50 lat. Do czynników wpływających na ryzyko powstania przerzutów zaliczają się wielkość guza, głębokość guza oraz obecność wznowy miejscowej.

## Rokowanie
Odsetek przeżyć pięcioletnich jest oceniany na 65–70%. Niezróżnicowany mięsak pleomorficzny cechuje się wysokim odsetkiem lokalnych nawrotów wynoszącym 19–31%, a przerzuty odległe pojawiają się u 31–35% chorych. Nawroty zwykle manifestują się w ciągu pierwszych 12–24 miesięcy.

## Historia
W 1963 roku wprowadzono pojęcie złośliwego nowotworu fibrohistiocytarnego, który cechował się wirowatym wzorem utkania z komórkami pleomorficznymi lub olbrzymimi, a jego pochodzenie powiązano z histiocytami. W 1978 roku Enzinger i Weiss opisali pierwszą dużą serię przypadków tego podtypu mięsaka. Przez kolejne dwadzieścia lat rozpoznanie złośliwego nowotworu fibrohistiocytarnego było szeroką rozpoznawaną jednostką kliniczną, choć w połowie lat 80. pojawiły się tezy, że rozpoznanie jest nadużywane i faktycznie stanowi szerokie spektrum mięsaków o podobnym wzorze utkania. Postęp technik immunohistochemicznych sprawił, że wśród złośliwych nowotworów fibrohistiocytarnych możliwe stało się wyróżnienie mięsaków o podobnym obrazie mikroskopowym, ale z obecnymi markerami różnicowania i odmiennym przebiegu klinicznym. W 2002 roku zmieniono klasyfikację i chorobę reklasyfikowano, likwidując rozpoznanie złośliwego nowotworu fibrohistiocytarnego, a wprowadzono rozpoznanie niezróżnicowanego mięsaka pleomorficznego.

## Klasyfikacja ICD10
| kod ICD10     | nazwa choroby                                                                                   |
| ------------- | ----------------------------------------------------------------------------------------------- |
| ICD-10: C49   | Nowotwór złośliwy tkanki łącznej i innych tkanek miękkich                                       |
| ICD-10: C49.0 | Tkanka łączna i inne tkanki miękkie głowy, twarzy i szyi                                        |
| ICD-10: C49.1 | Tkanka łączna i inne tkanki miękkie kończyny górnej, łącznie z barkiem                          |
| ICD-10: C49.2 | Tkanka łączna i inne tkanki miękkie kończyny dolnej, łącznie z biodrem                          |
| ICD-10: C49.3 | Tkanka łączna i inne tkanki miękkie klatki piersiowej                                           |
| ICD-10: C49.4 | Tkanka łączna i inne tkanki miękkie brzucha                                                     |
| ICD-10: C49.5 | Tkanka łączna i inne tkanki miękkie miednicy                                                    |
| ICD-10: C49.6 | Tkanka łączna i inne tkanki miękkie tułowia, umiejscowienie nieokreślone                        |
| ICD-10: C49.8 | Zmiana przekraczająca granice jednego umiejscowienia w obrębie tkanki łącznej i tkanek miękkich |
| ICD-10: C49.9 | Tkanka łączna i inne tkanki miękkie, umiejscowienie nieokreślone                                |